# Vietteania griveaudi
Vietteania griveaudi là một loài bướm đêm trong họ Noctuidae.